# 髙見優
髙見 優（たかみ ゆう、1977年6月16日 - ）は、日本の作曲家、編曲家。ミラクル・バス所属。

## 人物
多くのアーティストへの作曲編曲を手がける。2006年、『マイ★ボス マイ★ヒーロー』で初めて連続テレビドラマの音楽を担当した。
なお、名字の正式な表記は「髙（いわゆるハシゴ高）見」であるが、「高見」表記を用いている記述も多い。
2023年 映画『耳をすませば』にて日本アカデミー賞音楽賞にて優秀賞を受賞する。

## 主な作品

### テレビドラマ
2006年
- マイ★ボス マイ★ヒーロー（日本テレビ）
- 14才の母（日本テレビ）

2007年
- エラいところに嫁いでしまった!（テレビ朝日）
- 花ざかりの君たちへ〜イケメン♂パラダイス〜（フジテレビ）※共同（河野伸）
- 歌姫（TBS）

2008年
- 佐々木夫妻の仁義なき戦い（TBS）
- 学校じゃ教えられない!（日本テレビ）※共同(福島祐子)
- ROOKIES（TBS）※共同（羽毛田丈史）

2009年
- メイちゃんの執事（フジテレビ）※共同（河野伸）
- 漂流ネットカフェ（毎日放送）
- 任侠ヘルパー（2009年、2011年、フジテレビ）※共同（河野伸）
- 結党!老人党（WOWOW）
- JIN-仁-（2009年、2011年、TBS）※共同(長岡成貢)

2010年
- 月の恋人〜Moon Lovers〜（フジテレビ）
- フリーター、家を買う。（フジテレビ）

2011年
- 花ざかりの君たちへ〜イケメン☆パラダイス〜2011（フジテレビ）※共同（河野伸）
- 死刑基準（WOWOW）
- 南極大陸（TBS） -（主演・木村拓哉（元・SMAP））※共同（吉川慶）

2012年
- 眠れる森の熟女（9月4日 - 10月30日、NHK） -（主演・草刈民代）

2013年
- SUMMER NUDE（7月8日 - 9月16日、フジテレビ） -（主演・山下智久）※共同（岩崎太整）
- 家族の裏事情（10月25日 - 12月13日、フジテレビ） -（主演・財前直見）

2014年
- S -最後の警官-（1月12日 - 3月16日、TBS） -（主演・向井理）
- SMOKING GUN〜決定的証拠〜（4月9日 - 6月18日、フジテレビ） -（主演・香取慎吾（元・SMAP））※共同（信澤宣明）
- 水球ヤンキース（7月12日 - 9月20日、フジテレビ） -（主演・中島裕翔（Hey! Say! JUMP））

2015年
- 一路（7月31日 - 9月25日、NHK BSプレミアム） -（主演・永山絢斗）
- 図書館戦争 ブック・オブ・メモリーズ（10月5日、TBS） -（主演・岡田准一）

2016年
- お迎えデス。（4月23日 - 6月18日、日本テレビ） -（主演・福士蒼汰）
- 仰げば尊し（7月17日 - 9月11日、TBS）-（主演・寺尾聰）

2018年
- BG〜身辺警護人〜（1月18日 - 3月15日・2020年6月18日 - 7月30日、テレビ朝日）- （主演・木村拓哉）
- 義母と娘のブルース（7月10日 - 9月18日、TBS）-（主演・綾瀬はるか）

2019年
- べしゃり暮らし（7月27日 - 9月14日、テレビ朝日）-（主演・間宮祥太朗）※共同（信澤宣明）

2021年
- 天国と地獄〜サイコな2人〜（1月17日 - 3月21日、TBS）-（主演・綾瀬はるか）
- 24時間テレビ44ドラマスペシャル「生徒が人生をやり直せる学校」（8月21日、日本テレビ）- （主演・平野紫耀）

2022年
- 持続可能な恋ですか?〜父と娘の結婚行進曲〜（4月19日 - 6月21日、TBS）-（主演・上野樹里）※共同（信澤宣明）
- 六本木クラス（7月7日 - 9月29日、テレビ朝日）-（主演・竹内涼真）

2024年
- 恋する警護24時（1月13日 - 3月9日、テレビ朝日）-（主演・岩本照）※共同（信澤宣明）
- スカイキャッスル（7月25日 - 9月26日、テレビ朝日）- （主演・松下奈緒）※共同（信澤宣明・大隅知宇）

2025年
- PJ 〜航空救難団〜（4月24日 - 、テレビ朝日） - （主演・内野聖陽）※共同（大隅知宇）

### 映画
2009年
- ROOKIES -卒業-（東宝配給）

2010年
- ラブコメ（ショウゲート配給）

2012年
- 任侠ヘルパー（東宝配給）

2013年
- 図書館戦争シリーズ（東宝配給）
  - 図書館戦争（2013年）
  - 図書館戦争 -THE LAST MISSION-（2015年）

2014年
- 好きっていいなよ。（松竹配給） -（主演・川口春奈、福士蒼汰）

2015年
- S -最後の警官- 奪還 RECOVERY OF OUR FUTURE（東宝配給）（主演・向井理）

2017年
- 忍びの国（7月1日、東宝配給） -（主演・大野智（嵐））

2018年
- ニセコイ（10月21日、東宝配給） -（主演・中島健人（Sexy Zone）、中条あやみ）
- 春待つ僕ら（11月23日、ワーナー・ブラザース映画配給）- （主演・土屋太鳳）

2019年
- 居眠り磐音（5月17日、松竹配給） - （主演・松坂桃李）
- 決算!忠臣蔵（11月22日、松竹配給） - （主演・堤真一、岡村隆史）

2020年
- 記憶屋 あなたを忘れない（1月17日、松竹配給） - （主演・山田涼介（Hey! Say! JUMP））

2022年
- ウェディング・ハイ（3月12日、松竹配給） - （主演・篠原涼子）
- 耳をすませば（10月14日、ソニー・ピクチャーズ エンタテインメント・松竹配給） - （主演・清野菜名、松坂桃李）日本アカデミー賞音楽賞

### テレビコマーシャル
2004年
- キリンビバレッジ - 「キリン スープ ストック トーキョー」
- TDK
- ABCマート（2004年、2005年）

2005年
- JRA　日本中央競馬会キャンペーンCM
- 公共広告機構（現：ACジャパン）・日本対がん協会
- コナミ - 「がんばれゴエモンDS」
- コナミ - 「パワプロクンポケット8」
- コナミ - 「実況パワフルプロ野球12決定版」

2006年
- 三井不動産 - 「パークシティ豊洲」
- 大塚ベバレジ - 「CRYSTAL GEYSER」

### テレビアニメ
2010年
- RAINBOW-二舎六房の七人-（日本テレビ）

2023年
- るろうに剣心 -明治剣客浪漫譚-（フジテレビ）

2024年
- るろうに剣心 -明治剣客浪漫譚- 京都動乱（フジテレビ）

### 楽曲提供・編曲
- タッキー&翼
- テツandトモ
- 円盤皇女ワるきゅーレ
- 波田陽区
- 小野真弓
- ゴリエ
- 魔法戦隊マジレンジャー
- マイケル
- V6
- バニラビーンズ
- 夏木マリ
- 松田聖子

### その他
- ザ!情報ツウ（2002年・日本テレビ）　音楽担当
- beatmania IIDX 楽曲提供（8th style、9th style）、PS2用ソフト特典CDリミックス提供
- NHKスペシャル「日本列島 奇跡の大自然」